# A Saga do Tio Patinhas
A Saga do Tio Patinhas é uma série de histórias em quadrinhos Disney escrita e desenhada pelo cartunista americano Don Rosa, entre 1992 e 1994.
Composta de doze capítulos originários e 5 extras, A Saga do Tio Patinhas reconta a vida de Patinhas Mac Patinhas, "o pato mais rico do mundo". Para isso Don Rosa utilizou de vários elementos das histórias em quadrinhos de Carl Barks, criador do Tio Patinhas. Nas histórias de Barks o pato revelava eventos do seu passado para seu sobrinho Donald, pois em algumas aventuras que eles viviam o fazia se recordar de alguma ocorrência similar em seu passado. Barks fazia isso para dar a impressão de que o pato mais rico do mundo fosse alguém muito experiente e aventureiro.
A saga conta de Patinhas desde a difícil infância em Glasgow, na Escócia, até hoje, onde é um quaquilionário, expressão usada nos seus quadrinhos. Em seu percurso, a história também mostra fatos importantes da vida do pato, como sua relação com a família, seu amor por Dora Cintilante, a sua ida para Patópolis, como construiu sua Caixa-Forte, como conheceu seus inimigos (e o que fez essa rivalidade ser criada) dentre outros, sempre batalhando para triunfar na vida e virar um pato bem-sucedido.
A versão brasileira dos doze capítulos originais foi publicada pela Abril Jovem em dois volumes lançados em 2003, e vindo a ser re-lançado em 2007, em três volumes no formato americano, com a saga completa e mais os capítulos extras. Em 2015, foi lançada uma edição contendo todas as histórias.
Apesar da série ter o mesmo tom humorado e leve, típico das histórias em quadrinhos da Disney, a história demonstra um visível grau filosófico, além de ser muito bem estruturada, podendo assim, ser considerado uma Graphic novel, ganhadora do Prémio Will Eisner de Melhor Série Continuada em 1995.
A saga, além de ser inspiradas em elementos contados por Carl Barks em suas histórias do Tio Patinhas, também tem participação especial de vários personagens famosos da história como Theodore Roosevelt (26º presidente dos Estados Unidos, na história amigo íntimo de Patinhas)  e Jack London (escritor de The Call of the Wild e Caninos Brancos), dentre vários outros.
A saga serviu de inspiração para o álbum chamado Music Inspired by the Life and Times of Scrooge do finlandês Tuomas Holopainen, tecladista da banda Nightwish, lançado em 2014.

## Lista dos Capítulos da Saga
| Número do Capítulo | Nome do Capítulo                       | Sinopse do Capítulo | Código Disney da história |
| ------------------ | -------------------------------------- | --- | ------------------------- |
| Capítulo 0         | Dinheiro e Destino                     | Maga Patalójika viaja no tempo até 1877, quando Patinhas tinha 10 anos, e tenta roubar a número um dele no exato momento em que a recebe. | D 91249                   |
| Capítulo 1         | O Último Membro do Clã McPatinhas      | Mostra Patinhas quando tinha 10 anos na cidade de Glasgow, na Escócia, aprendendo sobre a história de seu clã e começando a trabalhar, até ganhar sua Moedinha Número 1. No final do capítulo Patinhas viaja até a América para fazer fortuna.                                                                                   | D 91308                   |
| Capítulo 2         | O Senhor do Mississípi                 | Ao chegar na América, Patinhas viaja até o Mississípi a procura do seu tio Capitão Patico, a quem ajuda no trabalho com barcos no Rio Mississipi. Lá tem seu primeiro confronto com os Irmãos Metralha, ainda na sua primeira geração. Quando cresce acaba comprando o barco de seu tio, agora aposentado.                       | D 91411                   |
| Capítulo 3         | O Cowboy das Terras Malditas           | Após a perda do barco que havia ganho de seu tio, vai para o oeste onde trabalha como caubói. Lá conhece Theodore Roosevelt, na época chamado apenas de T.R., e o aconselha a entrar na política. | D 92008                   |
| Capítulo 3B        | O Capitão Cowboy do Cutty Shark        | Vai para a Indonésia, onde é encarrecado de levar um carga de cabeças de gado a ilha de Java. Durante o percurso é testemunha da explosão de Krakatoa. | D 98045                   |
| Capítulo 4         | O Rei da Montanha de Cobre             | Depois do final de sua carreira de cáubói vai procurar cobre em Montana. Lá conhece Howard Patacôncio, o pai de Patacôncio. | D 92083                   |
| Capítulo 5         | O Novo Senhor do Castelo McPatinhas    | Quando a família dos McPatinhas pode perder a propriedade de seu clã para os McWhiskers, sua família rival, ele retorna à Escócia para salvá-la. | D 92191                   |
| Capítulo 6         | O Terror do Transvall                  | Patinhas agora vai para a África do Sul em busca de diamantes e têm o seu primeiro encontro com Mac Mônei, seu eterno rival. | D 92273                   |
| Capítulo 6B        | O Vigilante de Pizen Bluff             | Patinhas regressa à América para procurar ouro numa cidade fantasma do oeste dos Estados Unidos chamada Pizen Bluff. Em sua estadia nessa cidade, ele tem uma grande aventura com lendas do oeste americano, além de reencontrar seu tio Patico.                                                                                 | D 96089                   |
| Capítulo 7         | O Lendário Pato do Deserto Australiano | Patinhas na tentativa de procurar ouro vai para a Austrália, mas como em todas as outras tentativas não consegue o seu objetivo de fazer fortuna. | D 92314                   |
| Capítulo 8         | O Rei do Klondike                      | Patinhas vai para o Canadá, mais precisamente para o Klondike, e finalmente consegue fazer fortuna na corrida do ouro, ao mesmo tempo em que conhece Dora Cintilante, o amor de sua vida. | D 92514                   |
| Capítulo 8B        | A Prisoneira do Vale da Agonia Branca  | Após ficar rico, Dora Cintilante tenta roubar sua pepita de ouro "Ovo de Gansa". Furioso, Patinhas a obriga por um mês trabalhar nas suas terras. | D 2005-061                |
| Capítulo 8C        | No Coração do Yukon                    | Patinhas é perseguido pela Polícia Montada do Canáda liderada pelo Coronel Samuel Steele, sob acusação de sequestro de Dora Cintilante. | D 95044                   |
| Capítulo 9         | O Milionário da Colina Sinistra        | Depois de fazer riqueza garimpando os rios do Klondike, ele compra o banco de Whiteworse e diversas minas de ouro, tornando-se um milionário. Depois de fazer seu primeiro bilhão regressa à Escócia para rever sua família. Lá decide que ele, junto as suas irmãs, iriam viver nos Estados Unidos.                             | D 93121                   |
| Capítulo 10        | O Invasor do Forte Patópolis           | Patinhas e suas irmãs chegam a Patópolis, no Estado de Calisota, onde Patinhas constrói a sua famosa Caixa-Forte. Lá revê seu amigo e agora presidente Theodore Roosevelt. | D 93227                   |
| Capítulo 10B       | A Escavação do Canal de Culebra        | Patinhas e as irmãs tornam-se prospectores de ouro no Panamá. A sua prospecção interfere com a construção do Canal do Panamá e o presidente Theodore Roosevelt é enviado em missão para resolver o problema. Quando se encontram, Patinhas conta a Roosevelt sobre um tesouro e os dois se juntam em uma busca ao ouro.          | F PM 01201                |
| Capítulo 11        | A Construção do Império em Calisota    | Enquanto as suas irmãs cuidam da Caixa-Forte, Patinhas viaja em torno do mundo até construir o império que o tornará o "pato mais rico do mundo". Porém o amor ao dinheiro endurece seu coração, fazendo que ele se afaste de sua família, que agora passa a odiá-lo.                                                            | D 93288                   |
| Capítulo 12        | O Pato Mais Rico do Mundo              | Uma fantástica aventura no natal de 1947, juntamente com os seus sobrinhos Donald e Huguinho, Zezinho e Luisinho, faz com que Patinhas recupere a sua honestidade e o amor a sua família. A partir daí vira o Tio Patinhas que todos nós conhecemos. Referência a primeira história do Tio Patinhas, Christmas on Bear Mountain. | D 93488                   |
| Extra              | Uma carta de casa                      | Tio Patinhas parte pro seu velho castelo escocês para encontrar o tesouro dos Templários. Nesta história conhece o novo zelador do castelo Patinhas e reencontra Prof. René Colchonet, além de se reconciliar com sua irmã Matilda.                                                                                              | D 2003-081                |